# Jean-Dieudonné Mosment
Jean-Dieudonné François Mosment, né en 1781 à Nancy et mort le 7 avril 1806 à Lille, est un pionnier de l'aérostation.

## Biographie
Mosment est organisateur de fêtes publiques. En 1804, à Bruxelles, il effectue une démonstration de vol aérien avec un ballon à hydrogène, en se tenant debout sur un plateau de bois utilisé comme nacelle.
En 1806, à Lille, il organise une nouvelle démonstration avec un ballon en soie, expérience durant laquelle il lance dans le vide un chien attaché à un parachute mais, au moment de projeter l'animal perd l'équilibre, chute et se tue,.
Jules Verne le mentionne dans sa nouvelle Un drame dans les airs.